# Пановцы (Хмельницкая область)
Пановцы (укр. Панівці) — село в Каменец-Подольском районе Хмельницкой области Украины.
Население по переписи 2001 года составляло 1048 человек. Почтовый индекс — 32376. Телефонный код — 3849. Занимает площадь 3,05 км².

## Местный совет
32376, Хмельницкая область, Каменец-Подольский район, с. Пановцы, тел. 9-53-37.

## История
В конце XVI века Ян Потоцкий выстроил в селе каменный замок, который занял часть высокого мыса, омываемого с трех сторон рекой Смотрич, и окруженный глубокими рвами. Во времена гонений против Реформации в Западной Европе, Ян Потоцкий дал приют в замке протестантской кальвинистской церкви. Кальвинисты развернули в замке активную деятельность — открыли школы, низшую и высшую (академию), основали типографию и построили кирху. В пановецкой типографии издавались книги, направленные против папства (известно семь пановецких изданий). В Пановецкой кальвинистской академии и школе при ней преподавали ректор академии Панкратий Бельцер, Ян Маюс, магистр философии Ян Зигровский, известный своими литературными трудами, изданными в Пановецкой типографии.
После смерти Яна Потоцкого во время Осады Смоленска, его братья, заядлые католики, приказали выгнать протестантов из Пановецкого замка. После изгнания протестантов кирху превратили в римо-католическую часовню. Вместе с кирхой были закрыты все другие учреждения кальвинистов.